# Loki-Fögrufjöll
Loki-Fögrufjöll (Hamarinn oder Lokahryggur) ist ein Vulkan unter dem Vatnajökull-Gletscher.
Der Vulkan befindet sich innerhalb des Bárðarbunga-Vulkansystems, ist aber vom Bárðarbunga selbst unabhängig.
Bei der Eruption von 1910 wurde Tephra ausgeworfen, aber es gab möglicherweise auch subglaziale Eruptionen 1986 und 1991 sowie 2006 und 2008.

## Die Eruption von 2011
Am 12. Juli 2011 fand ein Gletscherausbruch aufgrund einer subglazialen Eruption des Loki-Fögrufjöll statt. Der Gletscher barst vom Köldukvíslarjökull, Teil des Vatnajökull(-Gletschers) in Südost-Island, ausgehend, der sich in einer Gegend befindet, die man vorher nicht für ein geothermales Gebiet gehalten hatte. Die Flutwelle strömte den Svedja-Fluss hinab in den Hágöngulón (Stausee) und den Þórisvatn (See). Eine Flutwelle war nie zuvor an diesem Teil des Gletschers verzeichnet worden, obwohl der Vulkan möglicherweise subglaziale Eruptionen in den Jahren 1986 und 1991 an verschiedenen Stellen hatte. Der Pegel des Hágöngulón stieg während der Flutwelle um 70 Zentimeter (abgerufen am 5. Dezember 2011).